# Bowenie pilovitá
Bowenie pilovitá (Bowenia serrulata) je rostlina z rodu bowenie a třídy cykasy. Bowenie pocházejí z Austrálie. Stromek s podzemním holým kmenem dosahuje až 1,5m výšky, přičemž listy rostou přímo ze země. Listy jsou na rozdíl od naprosté většiny ostatních cykasů větvené. Rostlina má pilovitý okraj lístků, příbuzný druh bowenie obdivuhodná (Bowenia spectabilis) se od ní odlišuje hladkým okrajem lístků.

## Etymologie
Bowenie pilovitá byla poprvé popsána v roce 1912 Chamberlainem na základě rostliny, do té doby považované za variantu bowenie obdivuhodné. Ta byla Josephem Daltonem Hookerem pojmenována po někdejším guvernérovi Queenslandu sirovi George Fergusonovi Bowenovi. Český název „pilovitá“ je používán pro novou rostlinu v botanické zahradě Liberec. Rostlin existuje v Česku jen několik málo kusů v botanických zahradách a soukromých sbírkách.

## Rozšíření
Bowenie pilovitá roste v australském Queenslandu, v horkém vlhku tropického dešťového pralesa na stinných svazích a poblíž řek v nížinách. I proto tyto rostliny nesnášejí chlad. Vzhledem k lesnímu původu se doporučuje je pěstovat v polostínu. Rozmnožují se buď semeny, nebo uměle dělením kořene.